# جون لويس (مدير)
جون لويس (بالإنجليزية: John Lewis)‏ هو مدير نيوزيلندي، ولد في 23 فبراير 1942.